# Geophilus hadesi
Geophilus hadesi is een duizendpoot uit de familie van de Geophilidae.
De soort komt voor in de grotten van het Velebit-gebergte in Kroatië tot een diepte van 1100 meter. In eerste instantie troffen onderzoekers exemplaren aan in twee grotten op een diepte van meer dan 250 m. Later ontdekten ze twee exemplaren in een diepe verticale grot; een op 980 m en de ander op 1100 m diepte. Dit is de grootste diepte waarop Chilopoda tot nu toe zijn aangetroffen, De antennes en klauwen hebben grotere afmetingen dan gebruikelijk.
Het dier is vernoemd naar Hades, de god van de onderwereld.